# 媒体网关

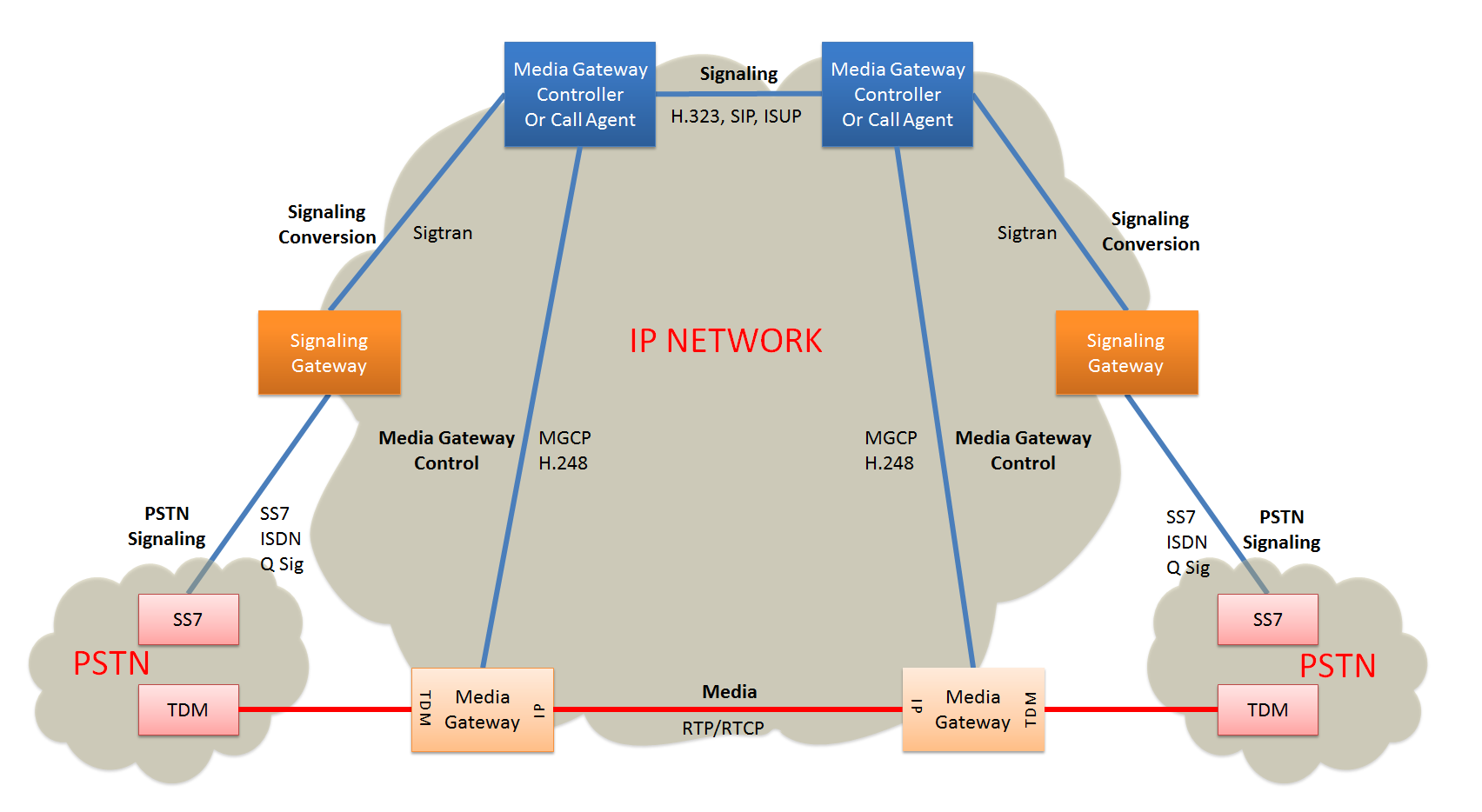
媒体网关用于PSTN和IP网络之间的媒体转码

媒体网关（英語：media gateway）是在POTS、SS7、下一代网络（2G、2.5G和3G无线电接入网络）或专用小交换机（PBX）等不同通信技术之间转换媒体流的转换设备或服务。媒体网关使用诸如异步传输模式（ATM）和网际协议（IP）之类的传输协议来实现跨分组网络的多媒体通信。
由于媒体网关连接不同类型的网络，其主要功能之一是在不同的传输和编码技术之间进行转换。诸如回音消除、DTMF和音调发送器之类的媒体流功能也位于媒体网关中。
媒体网关通常由提供呼叫控制和信令功能的单独的媒体网关控制器来控制。通过MGCP或Megaco（H.248）或会话发起协议（SIP）等协议来实现媒体网关和呼叫代理之间的通信。使用SIP的现代媒体网关通常是独立的单元，具有自己的呼叫和信令控制集成，可以充当独立、智能的SIP端点。
網際協議通話技術（VoIP）媒体网关执行时分复用（TDM）语音与媒体流协议（如实时传输协议，RTP）以及VoIP系统中使用的信令协议之间的转换。
移动接入媒体网关将公共陆基移动网PLMN的无线电接入网络连接到下一代核心网络。3GPP标准定义了用于UTRAN和基于GERAN的PLMN的CS-MGW和IMS-MGW的功能。